# Dichagyris paisa
Dichagyris paisa là một loài bướm đêm trong họ Noctuidae.